# Sociedad Española de Óptica
La Sociedad Española de Óptica (SEDOPTICA) es una sociedad científica española sin ánimo de lucro integrada en la Confederación de Sociedades Científicas de España (COSCE), cuyo objetivo es estimular el desarrollo de la Óptica y la Fotónica, tanto en su vertiente de la investigación básica, como en la de sus aplicaciones comerciales e industriales.
La SEDOPTICA tiene su sede en el Centro de Física "Miguel A. Catalán" del Consejo Superior de Investigaciones Científicas y cuenta con la participación de miembros de las universidades, centros de investigación y otras entidades, tanto públicas como privadas, relacionadas con la Óptica y la Fotónica en España.

## Historia
Se constituyó en marzo de 1968, según figura en su acta fundacional, tras la agrupación de varios comités científicos como el Comité de Óptica, el Comité Español del Color, el Comité Español de Espectroscopia y el Comité Español de Iluminación, con la finalidad de agrupar los esfuerzos y las personas que trabajaban en el campo de la Óptica en España.
El precedente de la Sociedad Española de Óptica fue el Comité Español de Óptica, constituido el 28 de noviembre de 1950, bajo la presidencia de José Antonio de Artigas Sanz, que formaba parte de la Comisión Internacional de Óptica desde el año 1947. La comisión organizadora, presidida por José María Otero de Navascués y con Lorenzo Plaza Montero como secretario, elaboró los estatutos de la sociedad que se presentaron en la Dirección General de Seguridad en marzo de 1968, siendo aprobados en el mes de julio. Se constituyó formalmente el 21 de enero de 1969, fecha de celebración de la primera Junta de Gobierno y Asamblea General de socios. La Sociedad Española de Óptica se conoció como la SEDO desde sus inicios hasta el año 2006, que pasó a denominarse SEDOPTICA.
En noviembre de 2008, con motivo del cuadragésimo aniversario de la SEDOPTICA se organizaron una serie de actos bajo el título Pasado, Presente y Futuro de la Óptica en España, en los que participaron destacadas personalidades de la Óptica en el ámbito nacional e internacional. En 2015 La Sociedad participó activamente en el evento internacional Año Internacional de la Luz y las Tecnologías Basadas en la Luz, siendo la organización encargada de la gestión del portal web español. El entonces presidente de SEDOPTICA, Santiago Vallmitjana, formó parte del Comité multidisciplinar.

## Organización
La Sociedad Española de Óptica está estructurada en comités con objetivos específicos en su campo de actuación, dirigidos por una junta de gobierno. La junta directiva constituida por un presidente, vicepresidente, secretario, tesorero y presidente anterior; actúan como vocales los presidentes  de cada uno de los comités. La Sociedad elige a sus presidentes por un período de tres años. José María Otero de Navascués, miembro de la comisión organizadora, fue el primer presidente. María Josefa Yzuel Giménez, presidenta entre  1993 y 1996, fue la primera mujer en el cargo.

### Comités
Varios de los comités de la SEDOPTICA se constituyeron desde los comienzos de la sociedad. En 1974 se creó el comité de Técnicas de la Imagen, que aglutina a los antiguos comités de Óptica Física e Instrumental, Fotografía, Visión y Anteojería. En 1986 se hizo una nueva reestructuración de SEDOPTICA, con la salida del Comité de Iluminación y la creación del Comité de Enseñanza de la Óptica y el Comité de Optoelectrónica. En 1994 se creó el comité de Ciencias de la Visión. 
Desde 2017 los comités que integran la sociedad son: 
Comités temáticos
- Comité de Ciencias de la Visión
- Comité del Color
- Comité de Espectroscopía
- Comité de Nanofotónica
- Comité de Óptica Cuántica y Óptica No Lineal
- Comité de Optoelectrónica
- Comité de Técnicas de la Imagen

Comités transversales
- Área Joven
- Área de Mujer, Óptica y Fotónica
- Comité Editorial de Óptica Pura y Aplicada
- Comité de Divulgación, Enseñanza e Historia de la Óptica

## Actividades
SEDOPTICA tiene como una de sus funciones principales la representación de España en organizaciones internacionales en las áreas de la Óptica y la Fotónica. En ese papel, es miembro de la Sociedad Europea de Óptica (EOS) y a la Red Iberoamericana de Óptica (RIAO).
El Presidente del Comité de Técnicas de la Imagen de la SEDOPTICA representa a España en la Comisión Internacional de la Óptica (ICO). La asociación colabora con otras sociedades científicas españolas con objetivos afines, como la Real Sociedad Española de Física (RSEF), la Real Sociedad Española de Química (RSEQ) y la Real Sociedad Matemática Española (RSME). Entre las actividades de la Sociedad se cuenta la publicación de una revista especializada, la organización de charlas, cursos congresos y similares actividades científicas y la concesión de ayudas a la investigación. Con el fin de facilitar el intercambio de información de forma rápida, en 1992 se creó la red de distribución de correo electrónico OPTIRED,  mantenida por SEDOPTICA con el apoyo del CSIC y  abierta a toda la comunidad óptica.

### Publicaciones
Desde 1968 publica la revista Óptica Pura y Aplicada (Opt. Pura Apl.), ISSN 2171-8814, con periodicidad trimestral,  de acceso libre, con artículos escritos en español o en inglés.
Es una revista científica arbitrada, indexada en Scopus y perteneciente a la Red de Revistas Científicas Españolas, incluida en el Emerging Sources Citation Index, del Web of Science. Posee el sello de calidad de revistas científicas de la Fundación Española para la Ciencia y la Tecnología (FECYT).

### Organización de congresos y cursos
La Sociedad organiza reuniones y congresos periódicos que permiten poner en contacto a investigadores, estudiosos y profesionales de diversas disciplinas relacionadas con diferentes ramas de la Óptica. Desde 1968, organiza la Reunión Nacional de Espectroscopía (RNE), en cuya organización participa el Comité de Espectroscopía en colaboración con otras sociedades científicas como la Sociedad de Espectroscopia Aplicada, la Sociedad Española de Química Analítica, la Sociedade Portuguesa de Bioquímica y la Sociedade Portuguesa de Química. Desde 1988 también celebra cada dos o tres años la Reunión Nacional de Óptica (RNO). En 2015 se celebró en Salamanca la XI Reunión Nacional de Óptica, en cuyo marco se celebró el Día de la Luz, actividad incluida dentro del Año Internacional de la Luz.
Los distintos comités de la SEDOPTICA también organizan eventos científicos. Entre estos están el Congreso Nacional del Color (CNC), organizado por el Comité del Color, celebrado desde 1989 cada tres años; la Reunión Nacional de Optoelectrónica (OPTOEL), organizada por el Comité de Optoelectrónica, que se celebra cada dos años desde 1999. Esta reunión pretende no solamente exponer resultados de investigación, sino que también tiene como objetivo el propiciar la interacción entre los investigadores y la industria de la optoelectrónica. Por su parte, el Comité de Área Joven, desde su creación en 2012, ha emprendido la organización de la Reunión Nacional de Óptica Joven (RNOJ), que cuenta con actividades lúdico-formativas  dirigidas a la formación y creación de contactos entre los investigadores jóvenes e información sobre cuestiones que no se tratan en congresos científicos. Con este fin se celebra también desde 2013 el Encuentro de Jóvenes Investigadores en Óptica (EJIO), cuyo fin es crear una red de contactos entre los jóvenes investigadores y profesionales de la Óptica y la Fotónica. Desde 1978 el Comité de Espectroscopía de la Sociedad organiza  cursos de verano en Jaca (Huesca). El curso de 2016 A LABoratory spectroscopy workshop for ASTROphysics (ALABASTRO) fue parte de las actividades programadas dentro del proyecto «Cosmic dust» (Redes de Excelencia del Ministerio de Economía y Competitividad). También en Jaca se celebró en junio de 2007 el curso  Summer School on Visual Optics: from Physics to Biomedical Applications organizado por
el Comité de Ciencias de la Visión de la Sociedad, con importante participación internacional.
SEDOPTICA ha colaborado en la organización de reuniones y congresos con otras organizaciones. Junto con el Departamento de Óptica de la Universidad de Granada y la Sociedad de Óptica Europea coorganizó el encuentro EOS Topical Meeting in Physiological Optics de 2004, celebrado en Granada. El X Congreso de la Asociación Internacional del Color (AIC), celebrado en 2005 en Granada, fue organizado por el Comité del Color.

### Apoyo a la investigación
Sus objetivos incluyen fomentar la actividad investigadora de los futuros investigadores en el comienzo de su carrera cuando aún  son estudiantes de doctorado, y animar a su posterior incorporación a este campo. Desde 1970 hasta 1986 se establece el Premio Fin de Carrera para Estudiantes en Óptica  “Daza de Valdés”. Desde 2007 y con periodicidad bienal, otorga el Premio “Justiniano Casas en Imagen Óptica”.
El Premio "Jesús Morcillo", cuya primera edición tuvo lugar en 2006, galardona a investigadores veteranos de reconocido prestigio en el campo de la espectroscopía.